# Rado (majordom)
Rado ali Radon je bil sin svetega Avtarija in brat svetega Ouena Rouenskega in od leta 613 do 617 dvorni majordom Burgundije, * ni znano, † okoli 620.
Rado je skupaj z Varnaharjem, Pipinom Landenskim in svetim Arnulfom zapustil mladoletnega kralja Sigiberta II. in njegovo osovraženo staro mater in regentko Brunhildo in se pridružil kralju Klotarju II.. Klotarju je obljubil, da ne bo branil kraljice regentke in ga priznal za zakonitega regenta in varuha mladoletnega  Sigiberta. Klotar je v zameno potrdil njegovo majordomstvo in za majordoma Avstrazije imenoval Varnaharja. 
Okoli leta 630 je v Reuil-en-Brieu ustanovil samostan, ki se je po njem imenoval Radolium.
Na položaju majordoma Burgundije ga je leta 617 zamenjal Varnahar. Umrl je okoli leta 620.

## Vir
- Eugen Ewig (2006). Die Merowinger und das Frankenreich. W. Kohlhammer Verlag. ISBN 978-3-1701-9473-1.

| Rado (majordom) Rojen: ni znano Umrl: okoli 620 |                             |                     |
| Predhodnik: Klavdij                             | Majordom Burgundije 613–617 | Naslednik: Varnahar |